# 明月寺
明月寺（めいげつじ、ミョンウォルサ、朝鮮語: 명월사）は、東京都北区にある韓国仏教曹渓宗の寺院。

## 歴史
1975年（昭和50年）に開山された。所属宗派の曹渓宗は韓国最大の仏教宗派である。信者は在日韓国人で、戦前より日本に住む、いわゆる「オールドカマー」のみならず、日韓基本条約締結後に渡日した「ニューカマー」もいる。韓国仏教は檀家制度を採用しておらず、個人が各々信仰する形態であるため、入れ替わりが激しいという。

## 交通アクセス
- 田端駅より徒歩2分。